# Jim Herberich
James F. „Jim“ Herberich (* 8. März 1963 in Winchester, Massachusetts) ist ein ehemaliger US-amerikanischer Bobsportler.
Herberich besuchte die Phillips Academy in Andover, Massachusetts und später das Harvard College. An beiden Ausrichtungsstätten war er im Laufsport aktiv. Seine Bestzeit über 200 Meter betrug 20,78 Sekunden, über 400 Meter 47,21 Sekunden. Auf Grund dessen wurde er 1987 ins Bobteam der USA berufen. Seine erste Teilnahme an Olympischen Winterspielen war 1988 in Calgary. Mit Matt Roy erreichte er im Zweierbob den 16. Platz. Auf dem gleichen Rang endete auch der Wettkampf im Viererbob für ihn, zusammen mit seinen Teamkollegen Roy, Brian Shimer und Scott Pladel. Bei den Winterspielen 1994 im norwegischen Lillehammer konnte er sich mit Chip Minton auf Rang 14 im Zweierbob verbessern. Im Viererbob war er nicht vertreten. Herberich nahm 1998 in Nagano, Japan letztmals an Olympischen Winterspielen teil. Der Zweierbob mit Robert Olesen erreichte den 7. Platz. Der Viererbob mit Olesen, Darrin Steele und John Kasper belegte nach vier Läufen den 12. Platz.
Nach dem Ende seiner aktiven Karriere zog Herberich von Utah zurück in die Nähe von Boston.